# Cancion Animal
Canción Animal ist das fünfte Studioalbum der argentinischen Rockband Soda Stereo. Es wurde am 17. September 1990 über CBS veröffentlicht.

## Entstehungsgeschichte
Nach der EP Languis (1989) arbeitete Soda Stereo an ihrem Sound. Das Album Doble Vida war das bislang erfolgreichste in der bisherigen Karriere von Soda Stereo gewesen. Die Band fühlte sich zum Teil ausgebrannt und beschloss sich daher neu zu erfinden. Sie trennten sich von ihrem langjährigen Manager Alberto Ohanian, gründeten ihre eigene Agentur und machten zum ersten Mal seit Jahren Urlaub. Gustavo Cerati beschloss für eine Weile zurück in sein Elternhaus zu ziehen, um dort in aller Ruhe zu entscheiden, wie es weitergehen sollte. Während dieser Zeit lernte er die 19-jährige Studentin Paola Antonucci kennen. Die beiden pflegten eine kreative Beziehung, die wesentlichen Anteil am Songwriting zum Album hatte. Unter anderem standen beide unter dem Einfluss von LSD. Sie schrieben sich kryptische Botschaften und malten während dieser Zeit. Sowohl die Bilder als auch Satzfragmente aus ihren Briefen finden sich in den Texten des Albums. Ende 1989 traf sich die Band wieder und begann mit den Arbeiten am neuen Album. Zunächst erschien aber die EP Languis.
Einen großen Einfluss auf den Sound hatte die Freundschaft mit dem argentinischen Techno-Pionier Daniel Melero von Los Encargados, der zu dieser Zeit oft als viertes Mitglied der Band bezeichnet wurde, konnte die Band sowohl Image als auch ihren Musikstil überarbeiten. Canción Animal ist daher im Vergleich zu den poppigen Vorgängern mit einem roheren Gitarrensound versehen. Melero war es auch, der am Konzept des Albums mitwirkte. Er selbst spielte Keyboards bei den Songs Hombre al Agua und Cae el sol.
Die ersten Demoaufnahmen wurden von Cerati alleine aufgenommen und auf dem 8-Kanal-Rekorder Tascam 388 sowie einer MPC produziert. Das Album wurde zwischen Juni und Juli 1990 in den Criteria Recording Studios in Miami, Florida, aufgenommen und von Gustavo Cerati und Zeta Bosio produziert.

## Titelliste
| #  | Songname (Übersetzung)                                    | Komponist                    | Länge |
| -- | --------------------------------------------------------- | ---------------------------- | ----- |
| 1  | (En) El Septimo Dia (Am siebten Tag)                      | Gustavo Cerati               | 4:28  |
| 2  | Un millon de años luz (Eine Million Lichtjahre)           | Gustavo Cerati               | 5:10  |
| 3  | Cancion Animal (Animalisches Lied)                        | Gustavo Cerati/Daniel Melero | 4:12  |
| 4  | 1990                                                      | Gustavo Cerati/Hector Bosio  | 3:42  |
| 5  | Sueles dejarme solo (Normalerweise lässt du mich alleine) | Gustavo Cerati               | 3:53  |
| 6  | (De) Musica Ligera ((Über) leichte Musik)                 | Gustavo Cerati/Hector Bosio  | 3:36  |
| 7  | Hombre al Agua (Mann über Bord)                           | Gustavo Cerati/Daniel Melero | 5:55  |
| 8  | Entre canibales (Zwischen Kannibalen)                     | Gustavo Cerati               | 4:10  |
| 9  | Te para 3 (Tee für 3 (Personen))                          | Gustavo Cerati               | 2:25  |
| 10 | Cae el sol (Die Sonne geht unter)                         | Gustavo Cerati/Daniel Melero | 4:28  |

## Musikstil und Texte
Der neue Stil der Band basierte zwar weiterhin auf Ska-Bands wie The Specials und Madness, New Wave wie The Police sowie Art-Punk im Stil von Television, jedoch traten im Laufe der Jahre auch eher düstere Einflüssen aus dem Gothic Rock wie The Cure und Echo & the Bunnymen hinzu. Auf Canción Animal wurden auch populäre Strömungen wie Shoegaze und Noise hinzu, die den Stil eigentlich etwas schwerer zugänglich machten, doch durch den eher rohen Gitarrenrock gleichzeitig die Hörer auch ansprach.
Die Texte basieren auf den Erfahrungen von Cearatis Beziehung mit Antonucci und sind zum Teil explizit sexuell gehalten, darunter Entre Caníbales (Unter Kannibalen) und Un Millón de Años Luz (Eine Million Lichtjahre). Cae el sol wurde inspiriert von den gemeinsamen Nachmittagen mit Antonucci auf dem Balkon, bis sie den Sonnenuntergang beobachten konnten. Der Titelsong wurde von Melero verfasst, der die Beziehung der beiden interpretierte. Te para 3 dagegen basiert auf dem Tod von Gustavo Ceratis Vater, der an Krebs verstarb, während das Album entstand.

## Cover
Auf dem Cover des Albums ist ein Foto von zwei kopulierende Löwen zu sehen. Die Idee stammte von Bosio und Cerati sowie dessen Freundin, das Foto wurde von Caito Lorenzo aufgenommen. Die beiden Löwen stehen für Cerati und seine Freundin, während die weiteren Elemente für die beiden übrigen Bandmitglieder stehen. So findet sich eine Wetterfahne, die für Charly Alberti steht, der damit als zerstreuter junger Mann präsentiert werden soll. Des Weiteren ist ein Tensegrity in Form einer Kugel zu sehen, das Zeta Bosio symbolisieren soll, der als Ruhepol der Band gilt.
In mehreren Ländern wurde das Artwork zensiert und musste durch ein Bandfoto ersetzt werden.

## Cancion Animal-Tour
Die "Gira Animal" -Tour begann am 7. August 1990 und endete am 9. Juli 1991. Insgesamt gab es 49 Konzerte, davon 34 in Argentinien. Weitere Länder auf der Tour waren Chile, Venezuela, Mexiko und Spanien. Außerdem spielte die Band am 14. Dezember 1991 ein kostenloses Straßenkonzert in Buenos Aires unter dem Motto „Mi Buenos Aires Querido“, das etwa 250.000 Personen anzog.

## Besetzung
Soda Stereo
- Gustavo Cerati: Gitarre & Gesang
- Zeta Bosio: E-Bass, Fretless Bass & Background-Gesang
- Charly Alberti: Drums & Percussion

Gastmusiker
- Tweety Gonzale: Keyboards
- Andrea Alvarez: Percussion und Zweitstimme auf 1990, Hombre al Agua und Cae el sol
- Daniel Melero: Keyboards auf Hombre al Agua und Cae el sol
- Pedro Aznar: Background-Gesang in Sueles dejarme solo und 1990

## Rezeption
Trotz des neuen Sounds verloren Soda Stereo keine Fans, sondern konnten ihren Bekanntheitsgrad in Argentinien noch steigern. mehr als 500.000 Alben sollen alleine in Argentinien von dem Album verkauft worden sein.
Das Album gehört unter den Fans zu den beliebtesten und auch die einzelnen Songs sind Fan-Favoriten. Als größter Hit gilt der Titelsong, der von der Band bei ihrer letzten Show vor der Auflösung 1997 auch als Abschlusssong ausgesucht wurde. Insgesamt gilt das Album als eines der besten in der Geschichte des Latin Rock.
2007 wählte der argentinische Rolling Stone das Album auf Platz 9 der wichtigsten Alben aus Argentinien.